# Clube Desportivo Nacional

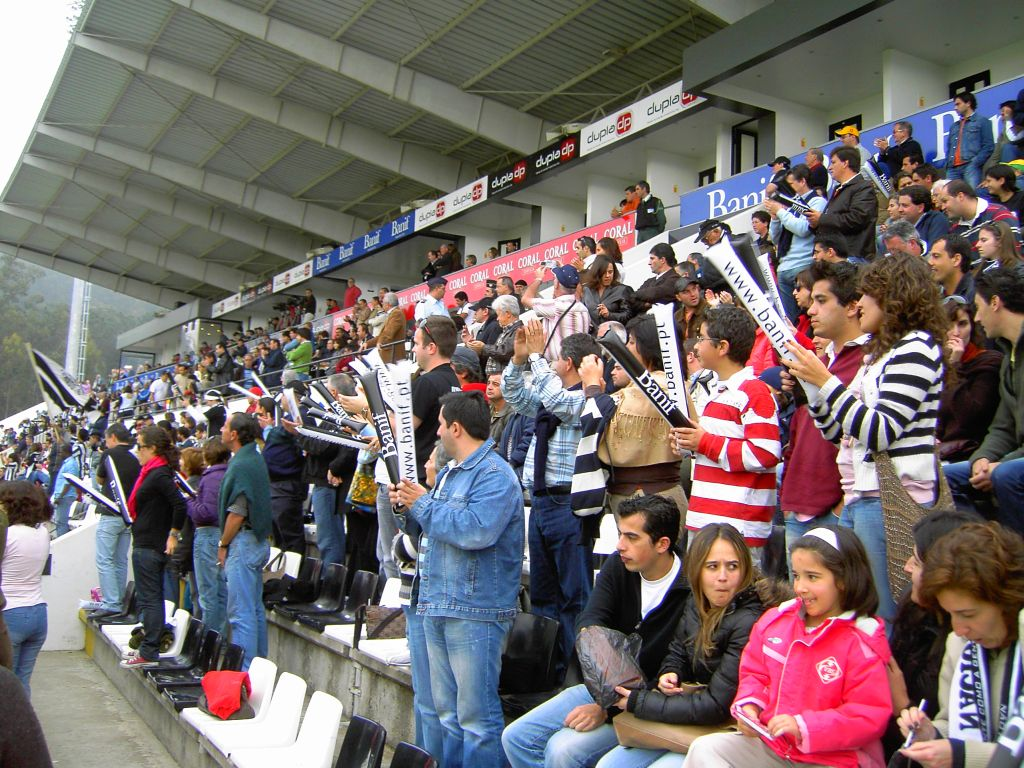
Seguidors del C.D. Nacional

El Clube Desportivo Nacional, és un club portuguès de futbol de la ciutat de Funchal, Madeira. És conegut com a Nacional da Madeira, (pron. IPA: [nɐsiu'naɫ dɐ mɐ'dɐiɾɐ]).

## Història
El club va ser fundat el 1910. El seu principal rival és el CS Marítimo, de la mateixa ciutat. Els seguidors del Nacional solen ser de classe alta, mentre que els del Marítimo pertanyen a la classe treballadora. El Nacional és el club d'origen del davanter Cristiano Ronaldo.
La temporada 2015-16 és la catorzena temporada consecutiva a la màxima divisió portuguesa. La seva millor posició ha estat un quart lloc el 2003-04 i 2008-09.

## Jugadors destacats
- Cristiano Ronaldo
- Miguelito
- Carlos Chainho
- Fábio Coentrão
- João Coimbra
- João Moreira
- Ricardo Esteves
- Rossato
- Adriano
- Fernando Ávalos
- Fernando Aguiar
- Cléber Chalá
- Diego Benaglio
- Marcelo Lipatin
- Rafik Halliche
- Georgi Chilikov
- Julio Marchant
- Carlos Chaínho

## Grups de suport

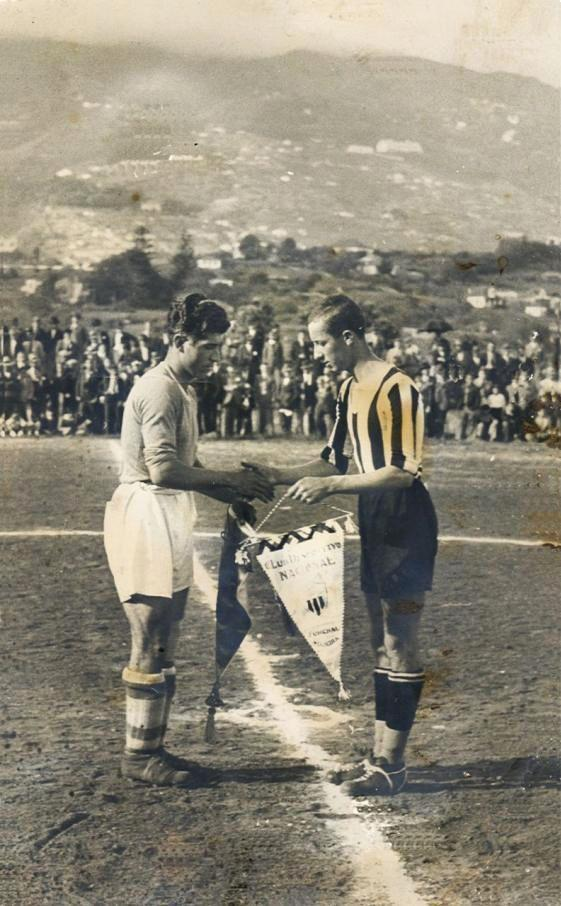
Partit entre CD Nacional Madeira i CD Tenerife l'any 1925.

- "Força Alvi-Negra"
- "Ultras Alvinegros"
- "Grupo Os Alvinegros"
- "Grupo Os Preto-e-Brancos